# Leiomy Maldonado
Leiomy Maldonado (Bronx, 28 de abril de 1987 ), conhecida como a "Mulher Maravilha da Vogue", é uma transgénero afro-porto-riquenha dançarina, instrutora, modelo, activista e dançarina de salão . Ela foi membro da trupe de dança "Vogue Evolution", que foi apresentada na 4ª temporada do America's Best Dance Crew. Ela já trabalhou com artistas como Willow Smith, Icona Pop e CocoRosie .

## Carreira
Leiomy Maldonado nasceu em 28 de abril de 1987, no Bronx . Ela é um membro activo da cena queer ballroom em Nova York desde os 15 anos. Ela é a primeira mulher abertamente transgénero a aparecer no America's Best Dance Crew da MTV. Maldonado coreografou e apareceu no videoclipe de Willow Smith, "Whip My Hair". O movimento de arrepiar o cabelo de Leiomy, "The Leiomy Lolly", foi adoptado por músicos e celebridades, como Janet Jackson, Beyoncé, Lady Gaga e Britney Spears.  Ela participou no videoclipe "All Night" de Icona Pop, que prestou homenagem ao documentário de 1991, Paris is Burning. Maldonado foi a estrela do anúncio "#BeTrue" da Nike, em apoio ao Mês do Orgulho 2017; ela é apenas a segunda atleta transgénero a aparecer em um anúncio de vídeo da Nike. Ela foi filmada no videoclipe do cantor pop russo Philipp Kirkorov "Цвет настроения синий" (a cor do humor é azul). Ela aparece no segundo episódio da docuséries My House e é a “mãe” de Tati 007; ela também é a coreógrafa das cenas de salão de baile do show Pose. Ela apareceu em Pose interpretando o personagem Florida Ferocity. Leiomy cita os ícones de bailes de salão Yolanda Jourdan e Alloura Jourdan Zion como as suas principais influências por trás da sua moda.